# Nokia Lumia 505
De Nokia Lumia 505 is een smartphone van het Finse bedrijf Nokia. Het is Nokia's enige toestel dat standaard met Windows Phone 7.8 uitgerust is. Het toestel werd eerst alleen in Mexico verkocht, en later ook Peru, Chili en Colombia. Het toestel werd verder buiten Latijns-Amerika niet verkocht. De Lumia 505 heeft veel gemeen met de 510.
De Lumia 505 was beschikbaar in drie verschillende kleuren.

## Nokia Lumia 510
De Lumia 505 heeft veel weg van de Lumia 510, die ook wel de wereldwijde variant wordt genoemd. De interne onderdelen zoals de processor zijn hetzelfde gebleven en er zijn maar 2 grote verschillen tussen de Lumia 505 en de Lumia 510. De Lumia 505 heeft een kleiner 3.7-inch AMOLED-scherm vergeleken met het 4.0-inch lcd-scherm van de Lumia 510 en de Lumia 505 heeft een betere 8 megapixel camera ten opzichte van de 5 megapixel camera van de Lumia 510. De Lumia 510 was beschikbaar in vijf verschillende kleuren.

## Problemen

### Skypen niet mogelijk
Er zijn door de lage hoeveelheid RAM en opslag veel problemen met de Lumia 505. Zo is het moeilijk voor het toestel om te multitasken als er veel apps in de achtergrond draaien. Doordat de Lumia 505 maar 256 MB aan RAM heeft en achtergrond apps niet meer dan 90 MB RAM kunnen gebruiken werken apps zoals Skype, Angry Birds en Pro Evolution Soccer niet. Lang waren er wel geruchten over de mogelijkheid om gebruik te maken van Skype. Aanvankelijk beweerde Nokia dat het programma gewoon te gebruiken zou zijn op de uitgeklede versie van Windows Phone 7, zij het met tegenvallende prestaties. Later kwam het bedrijf daarop terug.. Daarmee kwam de eerste grote beperking van Windows Phone 7 met maar 256 MB RAM aan het licht.

### Geen upgrade naar Windows Phone 8
Het is niet mogelijk te upgraden naar Windows Phone 8, doordat Windows Phone 7 is gebaseerd op de Windows CE kernel terwijl Windows Phone 8 gebruik maakt van de Windows NT kernel. Door de grote verschillen zijn ook de apps die ontwikkeld zijn voor Windows Phone 8 niet compatibel met Windows Phone 7 en ook andersom. Om de gebruikers van Windows Phone 7.0 en 7.5 te compenseren bracht Microsoft Windows Phone 7.8 uit, dat een groot deel van de nieuwe functies van Windows Phone 8 naar Windows Phone 7 bracht.

## Root access
Vanaf 2011 tot en met 2013 werd er door ethisch hacker Rene Lergner, beter bekend onder alias Heathcliff74, een hack ontwikkeld waardoor Windows Phone 7 apparaten konden worden geroot. Via een applicatie genaamd WP7 Root Tools kon de bootloader worden ontgrendeld en werd het dus mogelijk om niet-geautoriseerde code uit te voeren. De ontdekkingen werden goed ontvangen door anderen, zo konden er aanpassingen gemaakt worden die ervoor zorgden dat Windows Phone 7 langer bruikbaar bleef. Zo zijn er een aantal functies die niet naar Windows Phone 7 kwamen toch mogelijk geworden.

## Specificaties
| Modellen                 | Modellen                      | Lumia 505                        |
| Introductie              | Introductie                   | 7 Februari 2013                  |
| Originele OS versie      | Originele OS versie           | Windows Phone 7.8                |
| Hoogste OS versie        | Hoogste OS versie             | Windows Phone 7.8                |
| Productie codenaam       | Productie codenaam            | RM-923                           |
| Specificaties            | Specificaties                 | Lumia 505                        |
| Afmetingen               | hoogte                        | 118,1 mm                         |
| Afmetingen               | breedte                       | 61,2 mm                          |
| Afmetingen               | dikte                         | 11,3 mm                          |
| Gewicht (g)              | Gewicht (g)                   | 131 g                            |
| Volume (cm3)             | Volume (cm3)                  | 74 cm3                           |
| Kleuren achterkant       |                               |                                  |
| Kleuren voorkant         |                               |                                  |
| Verwijderbare achterkant | Verwijderbare achterkant      | Ja                               |
| Scherm                   | Scherm                        | Lumia 505                        |
| Diagonaal (inch)         | Diagonaal (inch)              | 3.7" (9,40 cm)                   |
| Resolutie (pixels)       | Resolutie (pixels)            | 480×800                          |
| Pixel dichtheid (ppi)    | Pixel dichtheid (ppi)         | 252                              |
| Schermafmetingen         | hoogte                        | 96,0 mm                          |
| Schermafmetingen         | breedte                       | 48,0 mm                          |
| Screen-to-body-ratio     | Screen-to-body-ratio          | 63,75%                           |
| Kleurweergave            | Kleurdiepte                   | HighColor 16-bit (65536 kleuren) |
| Kleurweergave            | DCI-P3-kleurruimte            | Nee                              |
| ClearBlack polarizer     | ClearBlack polarizer          | Ja                               |
| Glance scherm            | Glance scherm                 | Nee                              |
| Gorilla Glass            | Gorilla Glass                 | Gorilla Glass 1                  |
| On-screen taakbalk       | On-screen taakbalk            | Nee                              |
| Super Sensitive Touch    | Super Sensitive Touch         | Nee                              |
| Technologie              | Technologie                   | AMOLED                           |
| Verversingssnelheid      | Verversingssnelheid           | 60 Hz                            |
| Geheugen/Processor       | Geheugen/Processor            | Lumia 505                        |
| RAM                      | RAM                           | 256 MB                           |
| Opslag                   | Opslag                        | 4 GB                             |
| Uitbreidbaar             | Uitbreidbaar                  | Nee                              |
| Processor                | System-on-a-chip              | Qualcomm Snapdragon S1 MSM7227A  |
| Processor                | Bit                           | 32 bit                           |
| Processor                | Cores                         | Single core                      |
| Processor                | Productie-procedé             | 45 nm                            |
| Processor                | ARM-instructieset             | v7                               |
| Processor                | Kloksnelheid per core (GHz)   | 0,8                              |
| GPU                      | GPU                           | Adreno 200                       |
| Connectiviteit           | Connectiviteit                | Lumia 505                        |
| Netwerken                | GSM                           | 850/900/1800/1900                |
| Netwerken                | UMTS                          | Band 2/5                         |
| Netwerken                | LTE Advanced                  | Geen 4G                          |
| Bluetooth                | Bluetooth                     | 2.1                              |
| Wifi                     | Wifi                          | b/g/n                            |
| NFC                      | NFC                           | Nee                              |
| Gps                      | Gps                           | Ja                               |
| GLONASS                  | GLONASS                       | Nee                              |
| Sim                      | Aantal Sims                   | 1                                |
| Sim                      | Grootte                       | Micro-Sim                        |
| Connectoren              | Audio                         | 3,5mm audio jack                 |
| Connectoren              | Opladen/Gegevensoverdracht    | USB Micro-B 2.0                  |
| Connectoren              | Video                         | Nee                              |
| FM Radio                 | FM Radio                      | Ja                               |
| Miracast                 | Miracast                      | Nee                              |
| Digitale TV              | Digitale TV                   | Nee                              |
| Continuum                | Continuum                     | Nee                              |
| Batterij                 | Batterij                      | Lumia 505                        |
| Capaciteit (mAh)         | Capaciteit (mAh)              | 1300                             |
| Model                    | Model                         | BP-3L 3,7V                       |
| Verwijderbaar            | Verwijderbaar                 | Ja                               |
| Qi draadloos opladen     | Qi draadloos opladen          | Nee                              |
| Batterijvermogen (uur)   | Standby                       | 670                              |
| Batterijvermogen (uur)   | Muziek playback               | 36                               |
| Batterijvermogen (uur)   | Video playback                | 7                                |
| Batterijvermogen (uur)   | Video opname                  | n/a                              |
| Batterijvermogen (uur)   | Wifi netwerk browsen          | 9,6                              |
| Batterijvermogen (uur)   | 3G netwerk browsen            | 7,2                              |
| Batterijvermogen (uur)   | Beltijd (2G)                  | 7,3                              |
| Batterijvermogen (uur)   | Beltijd (3G)                  | 7,2                              |
| Batterijvermogen (uur)   | Beltijd (4G)                  | Geen 4G                          |
| Technologie              | Technologie                   | Lithium-Polymer                  |
| Camera                   | Camera                        | Lumia 505                        |
| Camera aan de voorzijde  | Apertuur                      | Geen Camera                      |
| Camera aan de voorzijde  | Megapixel                     | Geen Camera                      |
| Camera aan de voorzijde  | Videoresolutie                | Geen Camera                      |
| Hoofdcamera              | Autofocus                     | Ja                               |
| Hoofdcamera              | Apertuur                      | ƒ/2,8                            |
| Hoofdcamera              | 35mm equivalent (mm)          | 34 mm                            |
| Hoofdcamera              | Megapixel                     | 8,0                              |
| Hoofdcamera              | Sensorgrootte (inch)          | 1/3.2 (7,94 mm)                  |
| Hoofdcamera              | Videoresolutie                | VGA (480×640) in 30 fps          |
| Hoofdcamera              | Carl Zeiss Optics             | Nee                              |
| Hoofdcamera              | Zoom                          | 6×                               |
| Hoofdcamera              | Flits                         | Nee                              |
| Hoofdcamera              | Optische beeldstabilisatie    | Nee                              |
| Hoofdcamera              | Cameraknop                    | Ja                               |
| Hoofdcamera              | Digital Negative image format | Nee                              |
| Sensoren                 | Sensoren                      | Lumia 505                        |
| Windows Hello            | Vingerafdruk Scanner          | Nee                              |
| Windows Hello            | Infrarood Iris Scanner        | Nee                              |
| Microfoons               | Microfoons                    | 1                                |
| Cortana                  | Cortana ondersteuning         | Nee                              |
| Cortana                  | “Hey Cortana” oproep          | Nee                              |
| Accelerometer            | Accelerometer                 | Ja                               |
| Omgevingslichtdetector   | Omgevingslichtdetector        | Ja                               |
| Nabijheidssensor         | Nabijheidssensor              | Ja                               |
| Magnetometer             | Magnetometer                  | Nee                              |
| Gyroscoop                | Gyroscoop                     | Nee                              |
| Barometer                | Barometer                     | Nee                              |
| SensorCore               | SensorCore                    | Nee                              |

### Modelvarianten
| Naam     | 505             |
| Model    | RM-923          |
| -------- | --------------- |
| Regio    | Latijns-Amerika |
| 3G       | Band 2/5        |
| 4G       | Geen 4G         |
| NFC      | Nee             |
| DTV      | Nee             |
| Dual Sim | Nee             |